# Nicolás Díaz Baffico
 Leandro Nicolás Díaz Baffico (Montevideo, Uruguay, 24 de marzo de 1990) es un futbolista uruguayo. Juega de Volante y su equipo actual es Santiago Morning de la Primera B de Chile.

## Clubes
| Club               | País    | Año           |
| ------------------ | ------- | ------------- |
| Danubio            | Uruguay | 2009 - 2012   |
| Londrina EC        | Brasil  | 2013          |
| Deportes Melipilla | Chile   | 2014-2015     |
| El Tanque Sisley   | Uruguay | 2015-2016     |
| Santiago Morning   | Chile   | 2017-presente |

- Datos: Q28223549